# Historia pana Sommera
Historia pana Sommera – powieść autorstwa Patricka Süskinda, z ilustracjami Jean-Jacques’a Sempégo z 1991 roku.

## Opis fabuły
Główny bohater powieści wspomina swoje dzieciństwo, które spędził na jednej z wielu osadzonych blisko siebie wsi. Opowiada o tajemniczym panu Sommerze, o którym praktycznie nikt nic nie widział. Widziano, jak wstawał o świcie i wyruszał na wielokilometrowe spacery, do miasta i w różne inne miejsca, ale nie wiadomo było, po co to robi. Widywano go tylko w marszu. Zawsze miał przy sobie laskę – długi, powykrzywiany, drewniany kij, którego używał jako trzeciej nogi, która pomagała mu osiągać duże prędkości i plecak, w którym miał tylko pajdę chleba i manierkę z wodą. Wracał późnym wieczorem, nocą. Zawsze jak ktoś spotykał go na drodze i pytał „Gdzie pan idzie, panie Sommer?”, on odpowiadał szybko, niezrozumiale, i zanim człowiek zdążył spytać „Co proszę?”, już znikał.